# Melrose Avenue

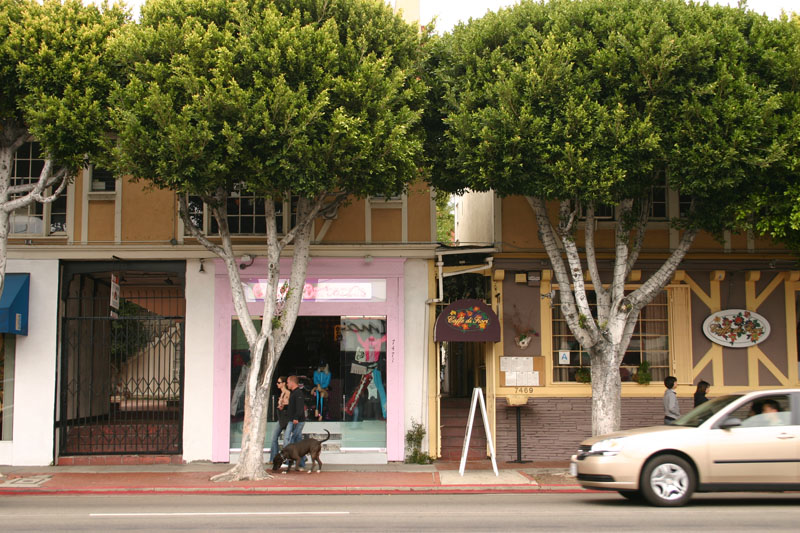
Vista de trecho da Melrose.

A Melrose Avenue (em português:  Avenida Melrose) é uma internacionalmente conhecida avenida da cidade estadunidense de Los Angeles, vocacionada para o comércio, negócios e lazer, no início da Santa Monica Boulevard e situada entre Beverly Hills e West Hollywood. 
Nesta avenida é que funcionam, desde 1912, os principais estúdios da Paramount Pictures.